# Sciara differens
Sciara differens är en tvåvingeart som först beskrevs av Franz Lengersdorf 1938.  Sciara differens ingår i släktet Sciara och familjen sorgmyggor.
Artens utbredningsområde är Kongo. Inga underarter finns listade i Catalogue of Life.